# Héred (fils de Béla)
Héred, né en Égypte, est un fils de Béla fils de Benjamin. Ses descendants s'appellent les Hérédites.

## Héred et son frère
Héred a pour frère Noéman.

## La famille des Hérédites
La famille des Hérédites dont l'ancêtre est Héred sort du pays d'Égypte avec Moïse.